# Rualena simplex
Rualena simplex là một loài nhện trong họ Agelenidae.
Loài này thuộc chi Rualena. Rualena simplex được Frederick Octavius Pickard-Cambridge miêu tả năm 1902.